# Andreas Heiniger
Andreas Heiniger (Berna, 1949) é um fotógrafo suíço, radicado no Brasil desde 1974, quando se estabeleceu em São Paulo.
Influenciado pelo compatriota Fernand Rausser, com quem iniciou a carreira ainda nos anos 70, pelo americano Ansel Adams e pelo britânico David Hockney, ele alterna os trabalhos em publicidade com obras autorais, como a série Vaqueiros.
Publicou em 2009 o livro Equilíbrio de Dualidades (Editora Bei), com texto da jornalista Laura Aguiar, que o entrevistou.

## Exposições

### Individuais
- 2007 – Vaqueiros, Agência Leo Burnett, São Paulo

### Coletivas
- 1997 – Verde Lente, Museu de Arte Moderna de São Paulo
- 2000 – Museu Brasileiro da Escultura, São Paulo
- 2001 – Fazenda Pinhal - 100 Anos de Fotografia, Museu da Casa Brasileira, São Paulo

## Premiações
- 1984 - Leão de Ouro, Festival de Publicidade de Cannes
- 1991 - Prêmio Profissionais do Ano, Rede Globo
- 2005 - Clio Awards, Nova York

Prêmio Fundação Conrado Wessel de Fotografia, São Paulo
Fotógrafo do Ano, Associação Brasileira de Propaganda